# Saint-Branchs
 Saint-Branchs  es una población y comuna francesa, situada en la región de  Centro, departamento de Indre y Loira, en el distrito de Tours y cantón de Chambray-lès-Tours.

## Demografía
| 1361 | 1621 | 1548 | 1707 | 2103 | 2211 |
| Para los censos de 1962 a 1999 la población legal corresponde a la población sin duplicidades (Fuente: INSEE [Consultar]) |      |      |      |      |      |